# Квинтилл
Марк Аврелий Клавдий Квинтилл (лат. Marcus Aurelius Claudius Quintillus), более известный в римской историографии как Квинтилл, — римский император, правивший в 270 году.
Выходец из Иллирии, Квинтилл был братом императора Клавдия II Готского. После его смерти он был провозглашен императором, но вскоре столкнулся с соперником в лице военачальника Аврелиана. Оставленный своими сторонниками, Квинтилл был убит, либо покончил жизнь самоубийством.

## Биография
Марк Аврелий Клавдий Квинтилл происходил из Иллирии. Основываясь на сообщении Иоанна Малалы, согласно которому на момент смерти Квинтиллу было 41 год, Удо Хартманн делает вывод, что он родился около 229 года. Достоверные сведения о его предках и родственниках отсутствуют. Однозначно можно утверждать только то, что у Квинтилла был брат Клавдий, правивший Римской империей в 268—270 годах и известный как Клавдий II Готский. Впрочем, если верить сообщению Требеллия Поллиона, автора биографии Клавдия в сборнике императорских жизнеописаний «История Августов», у них был ещё один брат по имени Крисп и несколько сестер, одну из которых звали Константина. Дочь Криспа Клавдия вышла замуж на некоего Евтропия и родила сына Констанция, будущего императора Констанция I Хлора (правил в 293—306 годах). Впрочем, вероятнее всего, все упомянутые в «Истории Августов» родственники Квинтилла и Клавдия являются выдуманными личностями, как и их связь с династией Константина. Сам Квинтилл был женат и имел двух сыновей.
В 268 году, в начале правления своего брата, Квинтилл, предположительно, занимал должность прокуратора Сардинии. К моменту смерти Клавдия II он возглавлял войска, оборонявшие Северную Италию и Рим от вторжений германских племен. Обстоятельства прихода к власти Квинтилла излагаются в источниках по-разному. Евтропий пишет, что Квинтилл был объявлен императором войсками, а затем утвержден сенатом. Иероним Стридонский и Иоанн Зонара считают, его возведению на трон способствовали сенаторы. Историк А. Альфельди выдвинул предположение, что Квинтилла провозгласили императором в Аквилее стоявшие там войска, а сенат был вынужден одобрить их выбор из уважения к Клавдию. Поддержка сената объясняется и тем, что, вероятно, сенаторы опасались прославленного полководца Аврелиана, который сражался с готами при Клавдии и фактически встал во главе дунайской армии после смерти императора, став его вероятным преемником. Более того, войска Квинтилла, хотя численно и качественно уступали тем, которые находились под командованием Аврелиана, находились гораздо ближе к столице.
Очевидно, в провинциях признали Квинтилла императором. Монеты с его именем чеканились не только в Риме и Медиолане, но также в Кизике и Сисции. На некоторых из них появляется персонифицированные изображения провинций Верхняя и Нижняя Паннония, из чего следует, что Квинтилл стремился завоевать расположение придунайских легионов. Лишь Антиохия проигнорировала приход к власти Квинтилла, поскольку правительница Пальмирского царства Зенобия открыто готовилась к отделению от империи, активно расширяя зону своего влияния. Был окончательно потерян Египет; пользуясь шаткостью положения Квинтилла, пальмирцы заняли Галатию и Каппадокию, но потерпели неудачу при вторжении в Вифинию. Кроме того, Галльская империя все ещё продолжала представлять опасность для римского государства. Сохранялась готская угроза и на Балканах. Отступая за Дунай, готы попытались разграбить Никополь и Анхиал, но местные войска сумели отбить их атаки. Несомненно, решающее значение имело вмешательство Аврелиана. В честь этой победы были отчеканены монеты с надписью VICTORIA AUGUSTI (рус. Победа Августа). После этого Аврелиан направился в Сирмий, где был провозглашен войсками императором. Остается неизвестным, произошло ли это событие одновременно с восхождением на трон Квинтилла или нет. Притязания Аврелиана обосновывались тем, что якобы на смертном одре Клавдий II назначил его своим преемником.
Узнав о провозглашении Аврелиана императором, Квинтилл собрал свои силы в Аквилее и, судя по всему, собирался противостоять сопернику. Аврелиан имел явное преимущество, ведя за собой закаленную в боях дунайскую армию. Квинтилл же мог противопоставить этому лишь поддержку сената. По всей видимости, он и сам чувствовал шаткость своего положения. Император не пользовался расположением всей армии и у него не было возможности поехать в Рим и привлечь к борьбе за власть сенат и народ. К тому времени, когда Аврелиан достиг Аквилеи, Квинтилл был мертв. Существует несколько версий его кончины. Требеллий Поллион, сравнивая судьбу Квинтилла с судьбой Гальбы и Пертинакса, пишет, что он был убит собственным солдатами потому что «выказал себя требовательным и строгим по отношению к воинам». Флавий Вописк Сиракузянин, биограф Аврелиана, излагает события иначе. По его рассказу, узнав о претензиях Аврелиана на трон, армия оставила Квинтилла несмотря на его увещевания. Лишенный всякой поддержки, Квинтилл покончил жизнь самоубийством. Этой же версии придерживается и византийский историк VII века Иоанн Антиохийский.
Предметом разногласий является и продолжительность правления Квинтилла. Псевдо-Аврелий Виктор пишет о нескольких днях. Биографии Клавдия Готского и Аврелиана в «Истории Августов» сообщают о семнадцати и двадцати днях. Евтропий и Иоанн Зонара пишут также о семнадцати днях, но, скорее всего, это ошибочно прочитанное число семьдесят семь, приводимое в Хронографе 354 года. Зосим рассказывает о нескольких месяцах. Каков бы ни был срок правления Квинтилла, этого времени было достаточно, чтобы большинство монетных дворов империи успели отчеканить монеты с его именем. Д. Кинаст датирует правление Квинтилла сентябрем 270 года, в то время как М. Грант придерживается периода января-марта/апреля. После смерти Квинтилл обожествлен не был.
Византийский историк VI века Иоанн Малала следующим образом описывает внешность Квинтилла:

«Он был среднего роста, стройный, с длинным лицом, длинным носом, темной кожей, прямыми волосами, хорошими глазами, и его волосы, и борода были с пятнами»
Евтропий дает высокую оценку Квинтиллу, сообщая в своём «Бревиарии от основания Города», что это был «муж необычайной умеренности и любезности, достойный сравнения (и даже предпочтения) с Клавдием». Ему вторит Требеллий Поллион, в труде которого Квинтилл предстает как «человек безупречный и, чтобы сказать правду, подлинный брат своего брата». Причина подобных лестных отзывов заключается в том, что Квинтилл и его брат пользовались симпатией сената и просенатские историки активно противопоставляли их Галлиену.